# Andrea Bonelli
Andrea Bonelli (Buenos Aires, 24 de octubre de 1966) es una actriz y cantante argentina.

## Carrera
Nació y se crio en el barrio de Palermo. Gloria Guzmán y Jorge Bonelli, sus padres, le transmitieron su gusto por el cine, la literatura, la música clásica, la ópera y el ballet.
A los 9 años comenzó sus estudios de danza clásica en la Escuela Superior de Artes del Teatro Colón.
En teatro su maestro fue Carlos Gandolfo. También hizo seminarios con Augusto Fernandes, y entrenó el método Suzuki con Mónica Viñao.
Estudió canto con la reconocida cantante y maestra Ida Terkiel, y también se preparó en técnica de clown con el método Jacques Le Cocq.
Estudió en el Instituto Icana (Buenos Aires) y cursó estudios de francés en la Alliance Française, en París.
Uno de sus primeros trabajos cinematográficos fue La noche de los lápices,  de Héctor Olivera, donde interpretó a una detenida desaparecida embarazada.
En televisión debuta en el programa de Tato Bores en 1983, cuando el actor regresa a la televisión con la vuelta a la democracia. La escena siempre terminaba con la frase «Se está licitando» situación habitual en ese momento político y social.
Su primera obra de teatro fue a los doce años interpretando a Doña María en Las de Barranco de Gregorio de Laferrere.
Desde ese momento comienza una carrera que nunca se detiene protagonizando éxitos televisivos como Gerente de familia, Los Roldán, Los exitosos Pells o Mujeres asesinas, que fue distinguido con el Martín Fierro de Oro en el año 2006.
En teatro interpretó obras de William Shakespeare, Molière, Ricardo Monti, John Osborne, Javier Daulte, Federico García Lorca, Gonzalo Demaria, Sándor Márai, Virginie Despentes entre otros.
Como cantante forma junto a Deborah Warren el dúo LAS BW y graba su disco Nieva en Buenos Aires con letras propias y dirección musical de Reinaldo Rafanelli. Participa como cantante invitada del grupo Tanghetto en el ND Ateneo. Con Nacho Gadano crean el espectáculo Parece Mentira con el cual se presentan varias temporadas en Buenos Aires, en gira por Argentina y en la sala Zitarrosa de Montevideo. 

«Desde muy chica [quiso ser actriz]. Hace unos años, cuando terminé Gerente de familia, tuve una etapa de crisis con la profesión porque [...] nunca me había dado la posibilidad de probar otra cosa y estuve un año sin hacer nada. Para finalmente darme cuenta de que lo que quiero y lo que me gusta, es ser actriz. Para mí, actuar es una forma de vivir y de sentir. Con Chichita (Los Roldán) me encontré con un riquísimo material para trabajar y a partir de eso fue un personaje que a mí me disparó un montón de cosas. (Después del embarazo) Decidí no trabajar el primer año o un poco más para dedicarme solamente a mi hijo, no viví como una postergación. Me encantó ser mamá a los 21, lo pasé muy bien. En mi familia esto es algo muy natural. Mis padres me tuvieron siendo muy jóvenes y mi abuela, que todavía vive, también era muy joven cuando yo nací.»

## Vida personal
Entre 1988 y 1991 fue pareja del actor Gerardo Romano, padre de su único hijo, Lucio.
Desde 1998 está en pareja con el actor Nacho Gadano.

«Somos una pareja cero estructurada, amamos la aventura. Enseguida armamos los bolsos, tiramos las cosas en el auto y partimos. [...] No hay ningún secreto (por haber llegado a los 9 años sin escándalos): todo reside en la persona con la que estoy. Los dos somos muy relajados.[...] Me divierto mucho con él, me siento contenida y acompañada. Además, ¡es lindo!. Yo lo admiro y lo amo. ¿Para qué casarnos si hace nueve años que estamos de luna de miel…? Personalmente nunca tuve la necesidad de cumplir con la institución matrimonial, es algo que nunca pensé.»

## Trayectoria

### Televisión
| Ficciones | Ficciones                     | Ficciones                                                                   | Ficciones                              | Ficciones |
| Año       | Título                        | Rol                                                                         | Notas                                  |           |
| --------- | ----------------------------- | --------------------------------------------------------------------------- | -------------------------------------- | --------- |
| 1983      | Lista Negra                   |                                                                             | Participación                          |           |
| 1984      | Las escolares                 | Mónica Huerdo                                                               | Antagonista                            |           |
| 1985      | María de nadie                | Dora "Dorita"                                                               | Recurrente                             |           |
| 1986      | La viuda blanca               | Carlota                                                                     | Recurrente                             |           |
| 1986      | Inocente María                | María Mercedes Gonzalez de Castillo / María Mercedes Gonzalez Linares-Pujol | Protagonista                           |           |
| 1987      | Estrellita mía                | Catalina "Katy" Junquero                                                    | Elenco secundario                      |           |
| 1988      | Los porteños                  | Griselda Olmos                                                              | Antagonista                            |           |
| 1988      | Ella contra mí                | Elvira Hammer                                                               | Participación                          |           |
| 1990      | Estado civil                  | Luciana                                                                     | Participación                          |           |
| 1990      | Antes del atardecer           | Leonor de Martínez                                                          | Antagonista                            |           |
| 1991      | Socorro, sobrinos             | Gabriela Diaz                                                               | Recurrente                             |           |
| 1991      | Celeste                       | Laura Corrán                                                                | Antagonista                            |           |
| 1991      | Manuela                       | Silvina Almaguer                                                            | Coprotagonista                         |           |
| 1992      | Teatro como en el teatro      | Varios                                                                      | Protagonista                           |           |
| 1992      | De cuerpo y alma              | Raquel Lombardo Noriega                                                     | Antagonista                            |           |
| 1993      | Alta comedia                  | Varios                                                                      | Participación                          |           |
| 1993      | Apasionada                    | María Suárez                                                                | Protagonista                           |           |
| 1993-1994 | Gerente de familia            | Lucía Guerra                                                                | Protagonista                           |           |
| 1997      | Los herederos del poder       | Patricia Morán                                                              | Protagonista                           |           |
| 1998      | Dibu                          | Verónica                                                                    | Protagonista                           |           |
| 1999      | Mamitas                       | Anabella Mazzetti                                                           | Protagonista                           |           |
| 2001      | Un cortado, historias de café | Lorena                                                                      | Participación                          |           |
| 2002      | Maridos a domicilio           | Clara Rivero                                                                | Protagonista                           |           |
| 2003      | Ensayo                        | Lady Macbeth / Anton Chejov                                                 | Participación                          |           |
| 2003      | Durmiendo con mi jefe         | Amalia                                                                      | Participación                          |           |
| 2004-2005 | Los Roldán                    | Chichita Venegas de Uriarte                                                 | Protagonista                           |           |
| 2005      | Mujeres asesinas 1            | Laura                                                                       | Ep13: "Laura E., encubridora"          |           |
| 2006      | Amo de casa                   | Mariana Goyeneche                                                           | Protagonista                           |           |
| 2006      | Mujeres asesinas 2            | Leticia                                                                     | Ep37: "Leticia, codiciosa"             |           |
| 2008      | Los exitosos Pells            | Amanda Wedell                                                               | Antagonista                            |           |
| 2011      | Historias de la primera vez   | Julia                                                                       | Ep7: "La primera vez que te pedí algo" |           |
| 2012      | Graduados                     | Juana López Echagüe                                                         | Participación                          |           |
| 2014      | La celebración                | Blanca                                                                      | Ep8: "Primavera"                       |           |
| 2014-2015 | Guapas                        | Federica Goldman                                                            | Participación                          |           |
| 2015      | La verdad                     | Maricel Delgado                                                             | Participación                          |           |
| 2017      | Fanny, la fan                 | Adriana Pecoraro                                                            | Antagonista                            |           |
| 2018-2019 | Mi hermano es un clon         | Marcela Figueroa                                                            | Elenco secundario                      |           |
| Programas |                               |                                                                             |                                        |           |
| Año       | Título                        | Rol                                                                         | Notas                                  |           |
| 2013      | Nosotras                      | Conductura                                                                  |                                        |           |

### Cine
| Cine | Cine                                   | Cine                 | Cine                        | Cine                |
| Año  | Título                                 | Rol                  | Notas                       | Director/a          |
| ---- | -------------------------------------- | -------------------- | --------------------------- | ------------------- |
| 2023 | Sueño amargo                           | Nancy                |                             | María Donello       |
| 2022 | Un Bosque de Silencio                  | Mercedes             |                             | Alex Tossenberger   |
| 2022 | Un lobo rojo                           | Dra. Marizza Olmos   |                             | Lex Ortega          |
| 2020 | Trópico                                | Carolle Bonet        |                             | Sabrina Farji       |
| 2017 | El Bello indiferente                   | Mujer                | Cortometraje                | Julia Bastanzo      |
| 2012 | Reunión de té                          | Alicia               | Cortometraje                | Luz Orlando Brennan |
| 2010 | Mi marido                              | María                | Cortometraje                | Hugo Blajean        |
| 2008 | Les doigts croches                     | Señora del pasaporte | Película Argentina-Española | Ken Scott           |
| 2005 | Pasajero                               | Erika Solis          |                             | Gustavo Postiglione |
| 2005 | Beldevere                              | Angela               |                             | Guillermo Constanzo |
| 1994 | Las aguas termas                       | Vera                 |                             | Agustín Belbon      |
| 1990 | La fuerza del reencuentro              | Laura                |                             | Norma Angeleri      |
| 1988 | Una rosa para todas las mujeres        | Daniela              |                             | Olga Burry          |
| 1986 | La noche de los lápices                | Mónica "Moni"        |                             | Héctor Olivera      |
| 1985 | Los gatos (Prostitución de alto nivel) | Charita              |                             | Carlos Borcosque Jr |
| 1983 | Super agentes y titanes                | Lilia                | Debut cinematográfico       | Mario Sábato        |

### Teatro
- 2024 - Borges y Yo de Hanna Schygulla Textos Jorge L Borges Musica Peter Ludwig Dirección: Hanna Schygulla ,  Teatro Solis , Montevideo , Uruguay , Teatro de La Abadía, Madrid, España

- 2023 - Borges y Yo de Hanna Schygulla Textos Jorge L Borges Musica Peter Ludwig Dirección: Hanna Schygulla ,  Teatro San Martin  ,  Buenos Aires, Argentina

- 2020 Teoría King Kong de Virginie Despentes Apertura Temporada Teatro Nacional Cervantes
- 2018-2019 - Brujas.
- 2017 - Juegos de Amor y de Guerra de Gonzalo Demaría Dir. Oscar Barney Finn.
- 2016 -  Gigoló  de Enrique García Velloso. Dir. Susana Toscano Teatro San Martín.
- 2015 -  Gigoló  de Enrique García Velloso . Dir. Susana Toscano, Complejo Teatral Ciudad de Buenos Aires.
- 2013 - 2014 -  La casa de Bernarda Alba de Federico García Lorca. Dir. J. M. Muscari.
- 2012 - Recordando con ira de John Osborne, Teatro San Martín. Dir. Mónica Viñao.
- 2012 - La mujer justa de Sándor Márai. Dir. Hugo Urquijo.
- 2011 -  El burgués gentilhombre de Molière en el Teatro San Martín con Enrique Pinti, Lucrecia Capello, Gustavo Garzón. Dir. Willy Landin.
- 2010 - En attendant Chopin (George Sand)  En Argentina, Uruguay y Festival Internacional de Santander, España. Dir. Michal Znaniecki.
- 2009 - Parece mentira un amor cantado - Musical, en Centro Cultural de la Cooperación, Sala Zitarrosa , Montevideo y gira nacional.
- 2009 - Participa como cantante invitada del grupo Tanghetto  en el Teatro ND Ateneo.
- 2009  - Julio César  de William Shakespeare en el Ciclo Teatrísimo. Dir. J. M. Muscari.
- 2008 -  María Sánchez, basado en las cartas de  Mariquita Sánchez de Thompson. Se representó en  Villa Ocampo y en la Embajada de Argentina en Francia.
- 2007 - Tres versiones de la vida de Yasmina Reza con Fernán Mirás, Luis Luque y Carola Reyna. Dir. Luis Romero
- 2002-   Historia del soldado de Ígor Stravinski y Charles Ferdinand Ramuz con Alejandro Urdapilleta. Dir. musical: Emiliano Greizerstein
- 2002 - Contrabajo en las Vegas de Eugene Kurtz en el Centro de Experimentación del Teatro Colón con Sergio Rivas y Horacio Pigozzi.
- 2002 - Finlandia de Ricardo Monti. Dirección: Mónica Viñao.
- 2001 - Varieté de Mauricio Kagel en el Teatro Colón con Diana Teocharidis. Dirección musical: Gerardo Gandini.
- 2000 - Geometría de Javier Daulte con Patricio Contreras y Carlos Santamaría. Dirección: Mónica Viñao.
- 1991 - La Dama de la Noche de Mónica Viñao , Textos Alejandra Pizarnik , F.G.Lorca, William Shakespeare , George Bizet.
- 1990 - El mercader de Venecia de William Shakespeare Dir : Franklin Caicedo.
- 1988 - Cabaret de  John Van Druten y Christopher Isherwood Dir : Mario Morgan.
- 1974 - Las de Barranco de Gregorio de Laferrère.

## Premios

### Premios Martín Fierro
| Año                           | Categoría               | Programa            | Resultado |
| ----------------------------- | ----------------------- | ------------------- | --------- |
| Premios Martín Fierro 1993/94 | Mejor actriz de comedia | Gerente de familia  | Nominada  |
| 2002                          | Mejor actriz de comedia | Maridos a domicilio | Nominada  |
| 2004/05                       | Mejor actriz de comedia | Los Roldán          | Nominada  |
| 2006                          | Mejor actriz de comedia | Amo de casa         | Nominada  |
| 2008                          | Mejor actriz de comedia | Los exitosos Pells  | Nominada  |
| 2009                          | Mejor actriz de comedia | Los exitosos Pells  | Nominada  |

### Otros premios
| Año  | Categoría                   | Obra                         | Resultado                |
| ---- | --------------------------- | ---------------------------- | ------------------------ |
| 2000 | Actriz protagónica en drama | "Geometría"                  | Nominada ACE             |
| 2002 | Actriz protagónica en drama | "Finlandia"                  | Nominada ACE             |
| 2014 | Actriz protagónica en drama | "La Casa de Bernarda Alba"   | Nominada Estrella de Mar |
| 2017 | Actriz teatro alternativo   | "Juegos de amor y de guerra" | Nominada ACE             |

## Festivales
- 1999 "Geometría" de Javier Daulte participa en II Olimpiada Teatral en Shizuoka, Japón.
- 2000 "Geometría" de Javier Daulte participa en el II Festival Internacional de Teatro de Buenos Aires.
- 2000 Invitada como Jurado de Ficción al 13º Festival Internacional de Programación Audiovisual - (F.I.P.A.) en Biarritz, Francia.
- 2002 Participa en "¡Al Colón!" organizado por la Secretaría de Cultura del Gobierno de Buenos Aires.
- 2009 Participa en el Festival Internacional de Santander con el espectáculo "En attendant Chopin" producido por la Ópera de Poznan , Polonia. Dirección: Michal Znaniecki.

## Música
Discos
- 1991: Nieva en Buenos Aires (disco de "Las BW"), dirección musical: Rinaldo Rafanelli.

Videoclips
- 2009: actúa en el videoclip de Charly García, "Deberías saber por qué"  con dirección de Sebastián Ortega